# Chiastosella longaevitas
Chiastosella longaevitas is een mosdiertjessoort uit de familie van de Escharinidae. De wetenschappelijke naam van de soort is voor het eerst geldig gepubliceerd in 1967 door Powell.